# Azulado
Azulado es un EP de la banda argentina Los 7 Delfines. El disco fue presentado en 1996 en Dr. Jeckill y contó con temas en vivo de su disco anterior Desierto y de otros anteriores. 

Lista de temas
1. Estoy azulado
2. Abrigo
3. Dale salida (en vivo)
4. Lluvia intensa (en vivo)
5. (A) Marte (en vivo)
6. Ángela
7. No me importa (plan b)

- Datos: Q5715244